# البطولة الوطنية المجرية 1961–62
البطولة الوطنية المجرية 1961–62 (بالمجرية: 1961–1962-es magyar labdarúgó-bajnokság)‏ هو الموسم 60 من  البطولة الوطنية المجرية. أشرف على تنظيمه اتحاد المجر لكرة القدم، وكان عدد الأندية المشاركة فيه  14، وفاز فيه نادي فاساس.